# Барышников, Василий Петрович
Василий Петрович Барышников (1799—1851) — русский военачальник, генерал-майор.

## Биография
Родился в 1799 году.
Дата вступления в военную службу неизвестна.
В 1821 году был поручиком Семёновского полка. В 1840 году — генерал-майор по армии (с 1833 года состоял по особым поручениям при московском военном генерал-губернаторстве).
В 1852 году генерал-майору Барышникову принадлежало сельцо Сукманиха, в котором на тот момент числились усадьба, 11 дворов, крестьян 58 душ мужского пола и 63 души женского; а также деревня Сутоки (24 двора, 168 крестьян).
Умер в 1851 году в Москве, похоронен в Донском монастыре (участок 3).

## Награды
- Орден Св. Георгия 4-й степени (№ 6186; 11 декабря 1840).